# 別冊マーガレット
『別冊マーガレット』（べっさつマーガレット）は、集英社から発行されている漫画雑誌。別マ（べつま）の通称で知られる。月刊。発売日は原則として刊行月の前月13日。

## 概要
- 1963年 - 4月に発刊された少女向けの総合週刊誌『週刊マーガレット（現・マーガレット）』の別冊の季刊誌として12月に創刊[2][3]。創刊号は「1964年お正月おたのしみ号」で、価格は100円だった[4]。
- 1965年 - 月刊化。
- 現在では『マーガレット』とは別個に、独自に作家を育成しており、単行本レーベルが同一であることを除くと『マーガレット』との直接の関係は薄い。創刊から読切作品を中心に構成されていたが、現在では殆どが連載作品である。当初の中心読者は中・高・大生で[1]、2020年時点では半分以上の読者が24歳以上となっている[5]。

## 現在連載中の作品
※ 2025年8月12日（2025年9月号）現在。
- 太陽よりも眩しい星（河原和音）：2021年7月号[6] -
- うちの弟どもがすみません（オザキアキラ）：2020年2月号[7] -
- お姉ちゃんの翠くん（目黒あむ）：2022年4月号[8] -
- かしこい男は恋しかしない（凹沢みなみ）：2023年1月号[9] -
- Re:blue（加瀬まつり）：2023年1月号[9] -
- アオハル荘へようこそ（水野美波）：2023年3月号[10] -
- 君を忘れる恋がしたい（結木悠）：2023年10月号[11] -
- 突風とビート（椎名軽穂）：2024年4月号[12] -
- ユメかウツツか（咲坂伊緒）：2024年7月号[13] -
- エールガール！（田中ゆちあ）：2025年3月号[14] -
- 今日からふつうの舞園くん（日向きょう）：2025年4月号[15] -
- 起立、気をつけ、YEAH!（保奈美）：2025年4月号別冊ふろく『別マ BABY』Vol.52[16] -
- そんな、14歳。（藤原ゆん）：2025年4月号別冊ふろく『別マ BABY』Vol.52[16] -
- 箱入り王子と執事姫（桜山結）：2025年6月号[17] -
- ネタバレ禁止の甘宮くん（三井さや）：2025年6月号別冊ふろく『別マ BABY』Vol.54[18] -
- 吉志くんとおいしいごはん（いつき）：2025年7月号別冊ふろく『別マ BABY』Vol.55[19] -
- しあわせのひとくち（ともすえ葵、レシピ監修：鈴鹿梅子）：2025年8月号[20] -
- 神に恋など早すぎる（双海芽生）：2025年8月号別冊ふろく『別マ BABY』Vol.56[21] -
- 夜を教えて千夜来くん（倉瀬しの）：2025年9月号[22] -

休載中
- リコちゃんとささみ（有永イネ）：2022年5月号別冊ふろく『別マ BABY』Vol.17[23] - 休載中[注釈 1]、2022年8月号

## 過去の連載作品

### 1970年代
- いらかの波（河あきら）：1977年4月号[25] - 1980年11月号[25]
- 愛のアランフェス（槇村さとる）：1978年1月号[26] - 1980年9月号[26]
- おしゃべり階段（くらもちふさこ）：1978年9月号[27] - 1979年3月号[27]
- 伊賀野カバ丸（亜月裕）：1979年8月号[28] - 1982年2月号[28]

### 1980年代
- いつもポケットにショパン（くらもちふさこ）：1980年2月号[29] - 1981年7月号[29]
- ダンシング・ゼネレーション（槇村さとる）：1981年4月号[30] - 1982年7月号[30]
- 愛してナイト（多田かおる）：1981年8月号[31] - 1984年1月号[31]
- バラ色の明日（いくえみ綾）：1982年8月号[32] - 2009年1月号[32]
- N★Yバード（槇村さとる）：1982年11月号[33] - 1983年10月号[33]
- 東京のカサノバ（くらもちふさこ）：1983年8月号[34] - 1984年5月号[34]
- ダイヤモンド・パラダイス（槇村さとる）：1984年1月号[35] - 1984年11月号[35]
- A-Girl（くらもちふさこ）：1984年7月号[36] - 1984年12月号[36]
- 半熟革命（槇村さとる）：1985年3月号[37] - 1986年2月号[37]
- アンコールが3回（くらもちふさこ）：1985年4月号[38] - 1986年3月号[38]
- ホットロード（紡木たく）：1986年1月号[39] - 1987年5月号[39]
- 亜雅沙の事件ファイルシリーズ（宮崎ゆき）：1986年4月号 - 1988年4月号 ※不定期掲載
- ONE-愛になりたい-（宮川匡代）：1986年5月号[40] - 1988年7月号[40]
- ベルベット・アーミー（槇村さとる）：1986年6月号[41] - 1986年11月号[41]
- Kiss+πr2（くらもちふさこ）：1986年7月号[42] - 1987年1月号[42]
- 白のファルーカ（槇村さとる）：1987年3月号[43] - 1989年7月号[43]
- イキにやろうぜイキによ（聖千秋）：1987年7月号[44] - 1990年9月号[44]
- 瞬きもせず（紡木たく）：1987年9月号[45] - 1987年11月号、1988年6月号 - 1990年4月号[45]
- POPS（いくえみ綾）：1988年1月号[46] - 1989年3月号[46]
- 海の天辺（くらもちふさこ）：1988年12月号[47] - 1990年3月号[47]

### 1990年代
- イタズラなKiss（多田かおる）：1990年6月号[48] - 1999年3月号[48]
- チープスリル（くらもちふさこ）：1990年8月号[49] - 1992年4月号[49]
- すっとんきょーな兄妹（斉藤倫）：1991年2月号[50] - 1991年11月号[50]
- まっすぐにいこう。（きら）：1993年12月号[51] - 2002年7月号[51]
- 世界はみんなボクの為（斉藤倫）：1994年2月号[52] -
- 音のない秒針（永田正実）：1994年8月号[53] -
- 恋愛カタログ（永田正実）：1995年1月号[54] - 2007年7月号[54]
- スパイシーパパ（斉藤倫）：1996年5月号 - 1996年10月号
- 先生!（河原和音）：1996年10月号[55] - 2003年7月号[55]
- 悪魔で候（高梨みつば）：1999年1月号[56] - 2002年8月号[56]
- 隣りのタカシちゃん。（藤村真理）：1999年8月号[57] - 2002年2月号[57]

### 2000年代
- Flower〜フラワー〜（和田尚子）：2000年3月号[58] - 2005年12月号[58]
- ラブ★コン（中原アヤ）：2001年9月号[59] - 2006年12月号[59]
- ハイスコア（アルコ）：2002年6月号[60] - 2003年1月号
- 紅色HERO（高梨みつば）：2003年1月号[61] - 2011年2月号[61]
- かの人や月（いくえみ綾）：2003年7月号 - 2005年7月号
- CRAZY FOR YOU（椎名軽穂）：2003年8月号[62] - 2005年6月号[62]
- 高校デビュー（河原和音）：2003年9月号[63] - 2008年8月号[63]
- B.O.D.Y.（美森青）：2003年11月号[64] - 2008年12月号[64]
- ファイブ（ふるかわしおり）：2004年[注釈 2] - 2011年3月号
- キャットストリート（神尾葉子）：2004年8月号[66] - 2007年10月号[66]
- ヤスコとケンジ（アルコ）：2005年4月号[67] - 2006年11月号[67]
- 世界を敵に回しても（斉藤倫）：2005年7月号[68] - 2007年11月号[68]
- 君に届け（椎名軽穂）：2005年9月号[69]、2006年1月号[69] - 2017年12月号[69]
  - 君に届け 番外編〜運命の人〜（椎名軽穂）：2018年5月号 - 2022年6月号[70]
- バンビの手紙（高野苺）：2007年1月号 - 2007年5月号
- ストロボ・エッジ（咲坂伊緒）：2007年7月号 - 2010年9月号
- 少女少年学級団（藤村真理）：2007年11月号[71] - 2011年8月号→『ザ マーガレット』へ移籍
- 夢みる太陽（高野苺）：2007年11月号 - 2011年9月号
- 超立!!桃の木高校（アルコ）：2007年12月号 - 2009年2月号
- ナナコロビン（中原アヤ）：2008年3月号 - 2009年2月号
- 青空エール（河原和音）：2008年9月号[72] - 2015年11月号[72]
- よってけ!音子村（幸田もも子）：2008年9月号 - 12月号
- 月夜草子（姫神ヒロ）：2009年2月号 - 2009年5月号
- Peach Sisters（小島美帆子）：2009年4月号 - 2009年9月号
- 爛爛（いくえみ綾）：2009年5月号 - 2010年9月号
- LOVE DRUG（広瀬なつめ）：2009年7月号 - 2009年10月号

### 2010年代前半
- 360°マテリアル（南塔子）：2010年2月号 - 2012年10月号
- 虎と狼（神尾葉子）：2010年3月号 - 2012年1月号
- ヒロイン失格（幸田もも子）：2010年4月号 - 2013年4月号
- 好きって言わせる方法（永田正実）：2010年5月号[73] - 2013年6月号[73]
- ギャルジャポン（シタラマサコ）：2010年8月号 - 2017年9月号
- シトラス（香魚子）：2010年11月号 - 2011年8月号
- やじろべえ（山川あいじ）：2010年12月号 - 2011年10月号
- アオハライド（咲坂伊緒）：2011年2月号 - 2015年3月号
- シャルロッテ!（城綾音）：2011年4月号 - 2014年8月号
- オオカミ少女と黒王子（八田鮎子）：2011年7月号 - 2016年6月号
- color（美森青）：2011年12月号 - 2012年7月号
- 俺物語!!（原作：河原和音、作画：アルコ）：2012年1月号[74] - 2016年8月号[74]
- 虹色デイズ（水野美波）：2012年2月号 - 2017年4月号
- クジャクの教室（高梨みつば）：2012年3月号 - 2013年2月号
- orange（高野苺）：2012年4月号 - 12月号→『月刊アクション』（双葉社）へ移籍
- 放課後×ポニーテール（田中てこ）：2012年7月号 - 12月号
- なるこう飼育部（藤乃えみ）：2012年8月号 - 2014年5月号
- ハニー（目黒あむ）：2012年9月号 - 2015年12月号
- 花と落雷（渡辺カナ）：2012年10月号 - 2013年5月号
- シックスティーン症候群（小夏）：2013年3月号 - 2013年7月号、別冊ふろく「別マTwo」に連載。
- 凸凹なスキップ（中河友里）：2013年3月号 - 2013年7月号、別冊ふろく「別マTwo」に連載。
- マグネットな私たち（田中てこ）：2013年3月号 - 2013年8月号
- ユルリ・ユルリ（辻杏奈）：2013年4月号 - 2013年12月号
- ReReハロ（南塔子）：2013年4月号 - 2016年10月号
- ハル（綾瀬羽美）：2013年4月号別冊ふろく『別マTWO』Vol.9 - 7月号別冊ふろく『別マTWO』Vol.12
- いばらの冠（神尾葉子）：2013年5月号[75] - 2014年4月号[75]
- Stand Up!（山川あいじ）：2013年5月号 - 2014年6月号→『ザ マーガレット』へ移籍
- ハル×キヨ（オザキアキラ）：2013年6月号 - 2016年5月号
- 藤代さん系。（湯木のじん）：2013年6月号 - 2014年4月号
- コズミックカラー（四元シマコ）2013年7月号 - 10月号
- センセイ君主（幸田もも子）：2013年8月号 - 2017年7月号
- ビビットチェリー（綾瀬羽美）:2013年9月号 - 2013年12月号
- 初恋ロリポップ（松本かおり）：2013年11月号 - 2014年2月号
- 嘆きのマリー（柳井わかな）：2013年12月号 - 2014年3月号
- ステラとミルフイユ（渡辺カナ）：2014年1月号 - 2014年12月号
- drop（紗織）：2014年2月号 - 2014年5月号
- うぬぼれハーツクライ（香魚子）：2014年4月号 - 2014年11月号
- R17（小夏）：2014年5月号 - 2014年9月号
- 悪いひと（藤井亜矢）：2014年7月号 - 2014年10月号
- スイーツ*ボンボン（赤堀みゆき）：2014年8月号 - 2015年1月号
- こねこねこ（ふじまつ）：2014年9月号 - 2015年2月号
- 宇宙を駆けるよだか（川端志季）：2014年10月号 - 2015年12月号
- 青山月子です!（湯木のじん）：2014年11月号 - 2015年10月号
- セイシュンノート（綾瀬羽美）：2014年12月号 - 2015年7月号

### 2010年代後半
- こっち向いて モブ宮くん!（シロヤギ）：2015年1月号 - 2016年3月号
- まりあ!!グルーヴ（保奈実）：2015年3月号 - 2015年8月号
  - まりあ日記（保奈実）：2017年1月号 - 2018年4月号
- 町田くんの世界（安藤ゆき）：2015年4月号 - 2018年5月号
- インスタント彼氏（明生チナミ）：2015年5月号別冊ふろく『dcolle』1号 - 2016年5月号別冊ふろく『dcolle』13号
  - インスタント彼氏S[注釈 3]（明生チナミ）：2016年5月13日 - 2017年12月25日
- 暴走! 保健室Dr.EX（赤堀みゆき）：2015年6月号 - 2016年1月号
- 思い、思われ、ふり、ふられ（咲坂伊緒）：2015年7月号 - 2019年6月号
- 恋するリトル（青山はるの）：2015年9月号 - 2015年12月号
- きみとユリイカ（香魚子）：2015年10月号 - 2016年5月号（紙版）、2016年5月13日 - 2016年12月16日（別冊マーガレット公式サイト上のみの連載）
- モテないメモリー（かねこゆかり）：2015年10月号 - 2020年10月号[76]
- ハンキー・ドリー（渡辺カナ）：2015年11月号 - 2016年8月号（紙版）、2016年8月12日 - 2016年12月13日（別冊マーガレット公式サイト上のみの連載）[注釈 4]
- 今日もアイツは丸かった。（湯木のじん）：2015年12月号 - 2016年1月号
- それでも君が（中河友里）：2016年1月号 - 2016年6月号
- 素敵な彼氏（河原和音）：2016年2月号 - 2020年11月号[77]
- 箱庭のソレイユ（川端志季）：2016年3月号 - 2017年6月号
- ほしとくず-Don't worry,Be happy-（星谷かおり）：2016年3月号 - 2017年3月号
- これは愛じゃないので、よろしく（湯木のじん）：2016年4月号 - 2017年11月号
- てをつなごうよ（目黒あむ）：2016年5月号 - 2018年12月号
- 重井さんの愛が重い!（城綾音）：2016年5月13日 - 2020年3月25日（別冊マーガレット公式サイト上のみの連載）
- はいく☆はいすくーる!（赤堀みゆき）：2016年6月号 - 2016年11月号
- 緑くんは純情（松本かおり）：2015年6月号 - 2015年9月号
- 春斗くんと千春ちゃんがじれったい（藤乃えみ）：2016年7月号 - 2017年5月号
  - 春斗くんと千春ちゃんがじれったい[注釈 5]（藤乃えみ、別冊マーガレット公式サイト上のみの連載）：2016年6月13日 - 2016年9月13日
- 理想的ボーイフレンド（綾瀬羽美）：2016年8月号 - 2018年8月号
- スタンドバイミー・ラブレター（増田里穂）：2016年9月号 - 2016年12月号
- ばいばいリバティー（八田鮎子）：2016年10月号 - 2018年1月号
- ふしぎの国の有栖川さん（オザキアキラ）：2016年10月号 - 2019年9月号[78]
- はぴきす（木内ラムネ）：2016年11月号 - 2017年2月号
- きみは王様（桜井みわ）：2017年1月号 - 2017年4月号
- テリトリーMの住人（南塔子）：2017年2月号 - 2020年8月号[79]
- 世界の終わりとぐるぐるバンビ（藤井亜矢）：2017年3月号 - 2017年10月号
- ふためぼれ（藤井亜矢）：2017年3月13日 - 2017年5月13日（別冊マーガレット公式サイト上の連載[注釈 6]）
- ビタープリンス（中河友里）：2017年6月号 - 2017年12月号
- 私の恋だけハードモード（木内ラムネ）：2017年6月13日 - 2017年8月12日（別冊マーガレット公式サイト上の連載[注釈 6]）
- 君とワンダーランド（渡辺カナ）：2017年7月号 - 2018年5月号
- 恋を知らない僕たちは（水野美波）：2017年7月号 - 2021年6月号[80]
- 憑いてるからだいじょーぶっ（赤堀みゆき）：2017年7月号 - 2017年12月号、2018年2月号
- 宇宙の果ての真ん中の（星谷かおり）：2017年8月号 - 2018年3月号
- あたしの!（幸田もも子）：2017年10月号 - 2018年12月号
- ダサ彼!!（城綾音）：2017年10月号 - 11月号、2018年1月号 - 2020年10月号
- あかね書店の梶店長（青山はるの）：2017年12月号 - 2018年3月号
- 当馬くんと透子ちゃんもじれったい（藤乃えみ）：2017年12月号 - 2018年2月号
- YOU MY BABY（ともすえ葵）：2018年1月号 - 2018年4月号
- 山瀬はどこへ行った?（紗織）：2018年3月号 - 2018年12月号
- あいまいもこもこ団（保奈実）：2018年5月号 - 2020年10月号
- いちばんほしいの（海月ゆら）：2018年6月号 - 2018年9月号
- 灰原くんはご機嫌ななめ（八田鮎子）：2018年6月号 - 2019年5月号[81]
- 霜月先生の甘くない恋愛講座（香魚子）：2018年7月号 - 2019年2月号[82]
- スパイス・オブ・ライフ（四元シマコ）：2018年8月号 - 2018年12月号
- たまのごほうび（星谷かおり）：2018年9月号 - 2019年12月号
- ウツラウツツ（荒井はる那）：2018年11月号 - 2019年3月号
- 月のお気に召すまま（木内ラムネ）：2018年12月号 - 2024年12月号[83]
- きみの世界にいていたい（ともすえ葵）：2019年1月号 - 2019年4月号[84]
- 星子画報（凹沢みなみ）：2019年2月号[82] - 2020年9月号
- 君がトクベツ（幸田もも子）：2019年4月号[84] - 2022年10月号[注釈 7]、2024年7月号[86] - 2025年2月号[87]
- 春と恋と君のこと（綾瀬羽美）：2019年4月号[84] - 2020年11月号
- ひなたのブルー（目黒あむ）：2019年5月号[81] - 2021年8月号[88]
- ふつうな僕らの（湯木のじん）：2019年5月号[81] - 2021年8月号[88]
  - ふつうな僕らの 番外編（湯木のじん）：2021年11月号 - 2021年12月号
- 凛ちゃんは我慢できない（潮波和）：2019年5月号[81] - 2019年8月号[89]
- そこの恋するバイト諸君!（水野美波）：2019年6月号 - 2019年7月号
- 消えた初恋（原作：ひねくれ渡、作画：アルコ）：2019年7月号[90] - 2022年7月号[91]
  - 消えた初恋 小劇場（原作：ひねくれ渡、作画：アルコ）：2021年8月号[88] - 2021年10月号
- できれば模範解答をもちあるきたい。（藤原ゆん）：2019年6月号[92] - 2019年9月号[78]
- シンデレラ クロゼット（柳井わかな）：2019年7月号[90] - 2022年2月号
- 見上げれば、恋（結木悠）：2019年9月号[78] - 2019年12月号
- そのキス間違ってます（中河友里）：2019年11月号[93] - 2020年6月号

### 2020年代前半
- 今、恋をしています。（八田鮎子）：2020年1月号[94] - 2023年2月号
- マネージャーの推しごと（春江ひかる）：2020年4月号[95] - 2020年7月号[96]
- 恋しか見えない（赤堀みゆき）：2020年4月25日配信[注釈 8] - 2020年9月25日配信（公式サイト上のみ連載。）、2020年6月号 - 2020年7月号[注釈 9]
- サクラ先生のシナリオどおり（にしひろあき）：2020年5月号[97] - 2020年8月号[79]
- はつトモ（松尾夏生）：2020年7月号[96] - 2020年10月号
- ちゅうにとヤンキー（柴日和）：2020年9月号[98] - 2021年2月号
- 春と嵐（香魚子）：2020年9月号[98] - 2021年4月号[99]
- mellow mellow（四元シマコ）：2020年10月号[76] - 2021年2月号
- 毘沙門さんちの天邪鬼（シタラマサコ）：2020年11月号[77] - 2021年10月号
- おさげのマーチ（かねこゆかり）：2020年11月号[77] - 2021年4月号[99]
- 恋のようなものじゃなく（南塔子）：2020年12月号[100] - 2023年7月号
- ハム子とガオくん（桃白茉乃）：2020年12月号[100] - 2021年3月号
- から騒ぎ（原案：ウィリアム・シェイクスピア『空騒ぎ』、現代版リメイク：河原和音）：2021年1月号[101] - 2021年4月号[99] ※短期集中連載[101]
- きよく、やましく、もどかしく。（アリハラナオ）：2021年1月号別冊ふろく『別マ BABY』Vol.1 - 2021年5月号別冊ふろく『別マ BABY』Vol.5、2021年8月号[88] - 2024年1月号[102]
- やさしくなくない!（茜希未）：2021年1月号別冊ふろく『別マ BABY』Vol.1 - 2021年5月号別冊ふろく『別マ BABY』Vol.5
- サクラ、サク。（咲坂伊緒）：2021年3月号[103] - 2023年11月号[104][注釈 10]
- 運命とか言ってみる（ともすえ葵）：2021年4月号[99] - 2021年7月号
- うさぎ小屋でいちゃつくな!（夜野天）：2021年5月号 - 2022年3月号
- あざとかわいい。（加賀里みほ）：2021年7月号別冊ふろく『別マBABY』Vol.7 - 2021年9月号別冊ふろく『別マBABY』Vol.9
- 百色ロマンチカ（本田楓）：2021年7月号別冊ふろく『別マBABY』Vol.7 - 2021年10月号別冊ふろく『別マBABY』Vol.10
- 天使だったらよかった（中河友里）：2021年8月号[88] - 2022年7月号[91]
- Sweet on you（中村柊）：2021年8月号別冊ふろく『別マ BABY』Vol.8 - 2021年11月号別冊ふろく『別マ BABY』Vol.11
- スパークリングブルー（ことのは紬）：2021年10月号[105] - 2022年1月号
- 川底どんちゃん騒ぎ（柏木シュワ）：2021年11月号[106] - 2022年9月号
- 立花さんは神様です（柴日和）：2021年12月号別冊ふろく『別マ BABY』Vol.12 - 2022年2月号別冊ふろく『別マ BABY』Vol.14
- ヘヴィ×ヘヴィ（桃白茉乃）：2021年12月号別冊ふろく『別マ BABY』Vol.12 - 2022年4月号別冊ふろく『別マ BABY』Vol.16
- 柊先輩とおふたりさま（水野美波）：2022年1月号[107] - 2022年12月号[108]
- アイマイミーマイン（結木悠）：2022年2月号[109] - 2022年9月号
- 空色スパンコール（あさひ胡桃）[注釈 11]：2022年2月号別冊ふろく『別マ BABY』Vol.14 - 2022年9月号別冊ふろく『別マ BABY』Vol.21
- りぼんの縁結び（明生チナミ）：2022年3月号別冊ふろく『別マ BABY』Vol.15 - 2022年5月号別冊ふろく『別マ BABY』Vol.17、2022年7月号[91] - 2022年12月号[108]
- 黒猫くんを飼い慣らしたい（紗織）：2022年5月号[23] - 2022年10月号
- かわ様がおしえてあげる（カニマスクキミヨ）：2022年5月号別冊ふろく『別マ BABY』Vol.17[23] - 2022年7月号別冊ふろく『別マ BABY』Vol.19
- チート能力は恋に使えますか?（月奈子）：2022年5月号別冊ふろく『別マ BABY』Vol.17 - 2022年8月号別冊ふろく『別マ BABY』Vol.20
- ただいまお取込み中です（清水奏良）：2022年6月号別冊ふろく『別マ BABY』Vol.18 - 2022年9月号別冊ふろく『別マ BABY』Vol.21
- ネオンサイン（六日なのか）：2022年6月号別冊ふろく『別マ BABY』Vol.18 - 2022年10月号別冊ふろく『別マ BABY』Vol.22、2023年1月号[9] - 2023年5月号
- 覆面系ボーイフレンド（倉瀬しの）：2022年7月号[91] - 2022年9月号
- マネ男子、ノーマークです!（桜山結）：2022年8月号別冊ふろく『別マ BABY』Vol.20 - 2023年7月号別冊ふろく『別マ BABY』Vol.31
- 女神さまの言うとおり（加賀里みほ）：2022年8月号別冊ふろく『別マ BABY』Vol.20 - 2022年11月号別冊ふろく『別マ BABY』Vol.23
- 山田家の女（湯木のじん）：2022年9月号[110] - 2024年9月号[111]
- 国民の弟は兄のいいなり（ゆのはらゆの）：2022年9月号別冊ふろく『別マ BABY』Vol.21 - 2022年11月号別冊ふろく『別マ BABY』Vol.23
- 小宮山がキライだ（桃白茉乃）：2022年10月号[112] - 2025年1月号[113]
- 高校生の日常が尊すぎてしんどい（倉瀬しの）：2022年12月号[108] - 2023年12月号
- 推しにガチ恋しちゃったら（春江ひかる）：2023年2月号別冊ふろく『別マ BABY』Vol.26 - 2024年3月号別冊ふろく『別マ BABY』Vol.39、2024年4月号 - 2025年4月号[15]
- 従僕と鳥籠の花嫁（本田楓）：2023年3月号[10] - 2024年6月号[114]
- 夜に聞かせて（中河友里）：2023年4月号[115] - 2024年4月号[116]
- ハルトロイドは取扱注意（月奈子）：2023年4月号別冊ふろく『別マ BABY』Vol.28 - 2023年9月号別冊ふろく『別マ BABY』Vol.33
- きなりも染まれば可愛いまである。（にしひろあき）：2023年5月号別冊ふろく『別マ BABY』Vol.29 - 2023年12月号別冊ふろく『別マ BABY』Vol.36
- キミと青い屋根の下（ことのは紬）：2023年5月号別冊ふろく『別マ BABY』Vol.29 - 2023年11月号別冊ふろく『別マ BABY』Vol.35
- オートフォーカスピンク（田中ゆちあ）：2023年7月号[117] - 2023年12月号
- ブスの一生（鳴宮苑）：2023年7月号別冊ふろく『別マ BABY』Vol.31 - 2023年9月号別冊ふろく『別マ BABY』Vol.33
- ねんねんころりよ天使くん（四元シマコ）：2023年9月号[118] - 2024年6月号[119]
- アヲのイドコロ（青衣ショウ）：2023年9月号別冊ふろく『別マ BABY』Vol.33 - 2023年12月号別冊ふろく『別マ BABY』Vol.36
- 鳴かぬ蛍の眠る場所（清水奏良）：2023年10月号別冊ふろく『別マ BABY』Vol.34 - 2024年2月号別冊ふろく『別マ BABY』Vol.38
- 若葉のこもれび（ともすえ葵）：2023年11月号[104] - 2024年5月号[120]
- 藤の舞袖（橋岡リツキ）：2023年11月号別冊ふろく『別マ BABY』Vol.35 - 2024年3月号別冊ふろく『別マ BABY』Vol.39[121]
- オモイオモイアイ（紗織）：2023年12月号別冊ふろく『別マ BABY』Vol.36[122] - 2025年3月号別冊ふろく『別マ BABY』Vol.51[123]
- あなたとぎゅうっと。（海乃虹）：2024年2月号別冊ふろく『別マ BABY』Vol.38 - 2024年5月号別冊ふろく『別マ BABY』Vol.41[124]
- ピュア恋ビギンズ（藤江ひかり）：2024年3月号別冊ふろく『別マ BABY』Vol.39[125] - 2024年6月号別冊ふろく『別マ BABY』Vol.42[126]
- 愛じゃないならこれは何（原作：斜線堂有紀、漫画：しみずりさ）：2024年4月号別冊ふろく『別マ BABY』Vol.40[127] - 2024年10月号別冊ふろく『別マ BABY』Vol.46[128]、2024年12月号別冊ふろく『別マ BABY』Vol.48[129] - 2025年4月号別冊ふろく『別マ BABY』Vol.52[130]
- ネバーランドの白川さん（ことのは紬）：2024年6月号[131] - 2025年5月号[132]
- きまぐれアラモード（原作：ひねくれ渡、漫画：アルコ）：2024年8月号[133] - 2025年3月号[134]
- 春待ちのめぶき（藤好明）：2024年8月号[135] - 2024年11月号[136]
- 春と100人のダーリン（五月さつき）：2024年8月号別冊ふろく『別マ BABY』Vol.44[137] - 2025年1月号『別マ BABY』Vol.49[138]
- 王様たちはあの子に夢中（星見SK）：2024年9月号[139] - 2025年8月号[140]
- 夜明けまではここにいて（大空あいか）：2024年9月号別冊ふろく『別マ BABY』Vol.45[141] - 2024年12月号別冊ふろく『別マ BABY』Vol.48[142]
- ハンドメイドロマンチック（北里鮎）：2024年10月号[143] - 2025年5月号[144]
- 鳴いてあそばせ（中村柊）：2024年10月号別冊ふろく『別マ BABY』Vol.46[145] - 2025年5月号別冊ふろく『別マ BABY』Vol.53[146]

### 2020年代後半
- アンフレンド（にしひろあき）：2025年1月号[147] - 2025年7月号[148]
- さざなみ ゆれて ふれる（松尾夏生）：2025年4月号別冊ふろく『別マ BABY』Vol.52[16] - 2025年7月号別冊ふろく『別マ BABY』Vol.55[149]
- 私たちに恋はない（鳴宮苑）：2025年5月号別冊ふろく『別マ BABY』Vol.53[150] - 2025年7月号別冊ふろく『別マ BABY』Vol.55[151] ※集中連載[151]

### 連載開始号不明
- 紅い牙シリーズ（柴田昌弘）
- ウルフ物語（岩田江利子）：1994年[152]
- オレが総理だ!!（松山フミ）
- 執事とお嬢様（三村まり）
- 超少女明日香（和田慎二）
- 拝啓 伊達政宗様（中島つばさ）
- はるかなる風と光（美内すずえ）
- 降っても晴れても（藤村真理）
- ミッドナイト☆チルドレン（新條まゆ）
- もう かえってくれないかっ（ふじまつ）
- もじもじ恋してる（浅井なつ）

## 姉妹誌
- マーガレット
- ザ マーガレット
- 別冊マーガレットsister

2010年9月1日、『デラックスマーガレット』をリニューアルし『別冊マーガレット』の増刊として創刊。別冊マーガレットで連載中の作品の番外編をメインに同誌で執筆している作家の読み切り作品を掲載しているが、少数の連載作品も掲載している。不定期刊。既刊33冊。
- 2010年10月号（創刊号）
- 2011年1月号、4月号、5月号、9月号、11月号
- 2012年1月号、4月号、8月号
- 2013年1月号、4月号、7月号、9月号、12月秋号
- 2014年4月春号、8月夏号、11月秋号
- 2015年5月春号、10月号 秋フェス01、11月号 秋フェス02、12月号 秋フェス03
- 2016年5月号 春フェスVOL.1、6月号 春フェスVOL.2、7月号 春フェスVOL.3
- 2017年1月号 冬フェスVOL.1、2月号 冬フェスVOL.2、3月号 冬フェスVOL.3、9月号別冊ふろく vol.1、10月号別冊ふろく vol.2、11月号別冊ふろく vol.3、12月号別冊ふろく vol.4
- 2018年3月号別冊ふろく、6月号別冊ふろく

- bianca（ビアンカ）

2012年5月1日、『別冊マーガレット』の増刊として創刊。不定期刊。全5冊。
- 創刊号（2012年6月号）
- 1 1/2号（『別冊マーガレット』2012年9月号別冊ふろく）
- 2号（2012年11月号）
- 2 1/2号（『別冊マーガレット』2013年2月号別冊ふろく）
- 3号（2013年6月号）

## コミックスレーベル
- マーガレットコミックス
- マーガレットレインボーコミックス

## 映像化作品

### アニメ化
| 作品                 | 放送年          | アニメーション制作         | 備考・出典 |
| -------------------- | --------------- | -------------------------- | ---------- |
| 愛してナイト         | 1983年-1984年   | 東映動画                   |            |
| 伊賀野カバ丸         | 1983年-1984年   | グループ・タック           |            |
| まっすぐにいこう     | 2003年          | ゆめ太カンパニー           |            |
| ラブ★コン            | 2007年          | 東映アニメーション         |            |
| イタズラなKiss       | 2008年          | トムス・エンタテインメント |            |
| 君に届け             | 2009年（第1期） | Production I.G             |            |
| 君に届け             | 2011年（第2期） | Production I.G             |            |
| 君に届け             | 2024年（第3期） | Production I.G             |            |
| アオハライド         | 2014年          | Production I.G             |            |
| オオカミ少女と黒王子 | 2014年          | TYOアニメーションズ        |            |
| 俺物語!!             | 2015年          | マッドハウス               |            |
| 虹色デイズ           | 2016年          | プロダクション リード      |            |
| 太陽よりも眩しい星   | 2025年          | スタジオKAI                | [ 155 ]    |

| 作品                       | 公開年 | アニメーション制作 | 備考・出典 |
| -------------------------- | ------ | ------------------ | ---------- |
| 思い、思われ、ふり、ふられ | 2020年 | A-1 Pictures       | [ 156 ]    |

- コミックスの出版社を移籍後にテレビアニメ化・劇場アニメ化された作品だと『orange』がある。
- コミックスの出版社を移籍後にOVA化された作品だと『紅い牙 ブルー・ソネット』がある。

### ドラマ化
| 作品                 | 放送年                    | 制作               | 備考・出典  |
| -------------------- | ------------------------- | ------------------ | ----------- |
| 愛してナイト         | 1986年-1988年(イタリア版) |                    |             |
| イタズラなKiss       | 1996年（日本版）          | 木下プロダクション |             |
| イタズラなKiss       | 2005年-2006年（台湾版）   |                    |             |
| イタズラなKiss       | 2010年（韓国版）          | グループエイト     | [ 注釈 12 ] |
| イタズラなKiss       | 2015年（タイ版）          |                    |             |
| 悪魔で候             | 2005年                    |                    | [ 注釈 13 ] |
| ヤスコとケンジ       | 2008年                    | ケイファクトリー   |             |
| キャットストリート   | 2008年                    |                    |             |
| 消えた初恋           | 2021年（日本版）          |                    | [ 158 ]     |
| 消えた初恋           | 2024年（タイ版）          |                    |             |
| アオハライド         | 2023年（シーズン1）       | 共同テレビジョン   |             |
| アオハライド         | 2024年（シーズン2）       | 共同テレビジョン   |             |
| シンデレラクロゼット | 2025年                    |                    | [ 159 ]     |

| 作品                   | 配信年 | 制作     | 備考 |
| ---------------------- | ------ | -------- | ---- |
| 愛してナイト           | 2004年 |          |      |
| 宇宙を駆けるよだか     | 2018年 |          |      |
| シックスティーン症候群 | 2020年 | ソケット |      |

### 実写映画化
| 作品                                 | 公開年          | 監督       | 配給                     | 備考・出典                          |
| ------------------------------------ | --------------- | ---------- | ------------------------ | ----------------------------------- |
| 伊賀野カバ丸                         | 1983年          | 鈴木則文   | 東映                     | [ 160 ]                             |
| デボラがライバル                     | 1997年          | 松浦雅子   | 東映                     | [ 161 ]                             |
| ラブ★コン                            | 2006年          | 石川北二   | 松竹                     | [ 162 ]                             |
| 君に届け                             | 2010年          | 熊澤尚人   | 東宝                     | [ 163 ]                             |
| 高校デビュー                         | 2011年          | 英勉       | アスミック・エース       | [ 164 ]                             |
| ホットロード                         | 2014年          | 三木孝浩   | 松竹                     | [ 165 ]                             |
| アオハライド                         | 2014年          | 三木孝浩   | 東宝                     | [ 166 ]                             |
| ストロボ・エッジ                     | 2015年          | 廣木隆一   | 東宝                     | [ 167 ]                             |
| ヒロイン失格                         | 2015年          | 英勉       | ワーナー・ブラザース映画 | [ 168 ]                             |
| 俺物語!!                             | 2015年          | 河合勇人   | 東宝                     | [ 169 ]                             |
| オオカミ少女と黒王子                 | 2016年          | 廣木隆一   | ワーナー・ブラザース映画 | [ 170 ]                             |
| 青空エール                           | 2016年          | 三木孝浩   | 東宝                     | [ 171 ]                             |
| イタズラなKiss                       | 2016年 - 2017年 | 溝口稔     | ギャガ                   | [ 注釈 14 ] [ 172 ] [ 173 ] [ 174 ] |
| 先生!、、、好きになってもいいですか? | 2017年          | 三木孝浩   | ワーナー・ブラザース映画 | 漫画は『先生!』。                   |
| honey                                | 2018年          | 神徳幸治   | 東映 / ショウゲート      | 漫画は『ハニー』。                  |
| 虹色デイズ                           | 2018年          | 飯塚健     | 松竹                     | [ 178 ]                             |
| センセイ君主                         | 2018年          | 月川翔     | 東宝                     | [ 179 ]                             |
| 町田くんの世界                       | 2019年          | 石井裕也   | ワーナー・ブラザース映画 | [ 180 ]                             |
| 思い、思われ、ふり、ふられ           | 2020年          | 三木孝浩   | 東宝                     | [ 181 ]                             |
| 恋を知らない僕たちは                 | 2024年          | 酒井麻衣   | 松竹                     | [ 182 ]                             |
| あたしの!                            | 2024年          | 横堀光範   | ギャガ                   | [ 183 ]                             |
| うちの弟どもがすみません             | 2024年          | 三木康一郎 | 松竹                     | [ 184 ]                             |
| 君がトクベツ                         | 2025年          | 松田礼人   | ギャガ                   | [ 185 ]                             |

## 発行部数
- 1978年6月、公称130万部[186]
- 1979年7月、公称130万部[187]
- 1980年7月、公称180万部[188]
- 1981年9月、公称180万部[189]
- 1982年12月、公称1,800,000部[190]
- 1984年4月、公称1,800,000部[191]
- 1985年3月、公称1,800,000部[192]
- 1986年3月、公称1,800,000部[193]
- 1987年3月、公称1,700,000部[194]
- 1988年3月、公称1,700,000部[195]
- 1989年2月、公称1,600,000部[196]
- 1990年2月、公称1,600,000部[197]
- 1991年2月、公称1,300,000部[198]
- 1991年4月 - 1992年3月、公称1,300,000部[199]
- 1992年4月 - 1993年3月、公称1,300,000部[200]
- 1993年1月 - 12月、推定85万部[201]
- 1993年4月 - 1994年3月、公称1,100,000部[202]
- 1994年1月 - 12月、推定85万部[203]
- 1995年1月 - 12月、推定73万部[204]
- 1996年1月 - 12月、推定70万部[205]
- 1997年1月 - 12月、推定73万部[206]
- 1998年1月 - 12月、推定69万部[207]
- 1999年1月 - 12月、推定68万部[208]
- 2000年1月 - 12月、推定62万部[209]
- 2003年9月1日 - 2004年8月31日、378,333部[210]
- 2004年9月 - 2005年8月、355,833部[210]
- 2005年9月1日 - 2006年8月31日、325,000部[210]
- 2006年9月1日 - 2007年8月31日、320,000部[210]
- 2007年10月1日 - 2008年9月30日、310,000部[210]
- 2008年10月1日 - 2009年9月30日、275,834部[210]
- 2009年10月1日 - 2010年9月30日、261,667部[210]
- 2010年10月1日 - 2011年9月30日、243,334部[210]
- 2011年10月1日 - 2012年9月30日、225,000部[210]
- 2012年10月1日 - 2013年9月30日、225,000部[210]
- 2013年10月1日 - 2014年9月30日、220,000部[210]
- 2014年10月1日 - 2015年9月30日、211,250部[210]
- 2015年10月1日 - 2016年9月30日、194,583部[210]
- 2016年10月1日 - 2017年9月30日、167,083部[210]
- 2017年10月1日 - 2018年9月30日、138,750部[210]
- 2018年10月1日 - 2019年9月30日、105,000部[210]
- 2019年10月1日 - 2020年9月30日、72,333部[210]
- 2020年10月1日 - 2021年9月30日、62,833部[210]
- 2021年10月1日 - 2022年9月30日、52,250部[210]
- 2022年10月1日 - 2023年9月30日、43,917部[210]
- 2023年10月1日 - 2024年9月30日、38,333部[210]

## 歴代編集長
- 北畠輝幸[211]
- 今井孝昭[212]
- 勅使川原崇[213]
- 金上大佑[214]